# Moitron-sur-Sarthe
Moitron-sur-Sarthe és un municipi francès situat al departament del Sarthe i a la regió de País del Loira. L'any 2007 tenia 214 habitants.

## Demografia

### Població
El 2007 la població de fet de Moitron-sur-Sarthe era de 214 persones. Hi havia 88 famílies de les quals 24 eren unipersonals (8 homes vivint sols i 16 dones vivint soles), 28 parelles sense fills, 32 parelles amb fills i 4 famílies monoparentals amb fills.
La població ha evolucionat segons el següent gràfic:
Habitants censats

### Habitatges
El 2007 hi havia 150 habitatges, 87 eren l'habitatge principal de la família, 43 eren segones residències i 20 estaven desocupats. Tots els 149 habitatges eren cases. Dels 87 habitatges principals, 77 estaven ocupats pels seus propietaris, 8 estaven llogats i ocupats pels llogaters i 2 estaven cedits a títol gratuït; 2 tenien una cambra, 3 en tenien dues, 17 en tenien tres, 20 en tenien quatre i 45 en tenien cinc o més. 72 habitatges disposaven pel capbaix d'una plaça de pàrquing. A 35 habitatges hi havia un automòbil i a 48 n'hi havia dos o més.

### Piràmide de població
La piràmide de població per edats i sexe el 2009 era:
| Homes | Edats   | Dones |
| ----- | ------- | ----- |
| 0     | 95 o +  | 0     |
| 0     | 90 a 94 | 0     |
| 0     | 85 a 89 | 0     |
| 4     | 80 a 84 | 12    |
| 0     | 75 a 79 | 4     |
| 8     | 70 a 74 | 8     |
| 0     | 65 a 69 | 0     |
| 12    | 60 a 64 | 4     |
| 4     | 55 a 59 | 4     |
| 12    | 50 a 54 | 0     |
| 0     | 45 a 49 | 4     |
| 4     | 40 a 44 | 8     |
| 0     | 35 a 39 | 0     |
| 8     | 30 a 34 | 4     |
| 4     | 25 a 29 | 0     |
| 0     | 20 a 24 | 8     |
| 4     | 15 a 19 | 8     |
| 0     | 10 a 14 | 8     |
| 0     | 5 a 9   | 0     |
| 4     | 0 a 4   | 8     |

## Economia
El 2007 la població en edat de treballar era de 123 persones, 98 eren actives i 25 eren inactives. De les 98 persones actives 87 estaven ocupades (47 homes i 40 dones) i 11 estaven aturades (5 homes i 6 dones). De les 25 persones inactives 12 estaven jubilades, 4 estaven estudiant i 9 estaven classificades com a «altres inactius».

### Ingressos
El 2009 a Moitron-sur-Sarthe hi havia 92 unitats fiscals que integraven 230 persones, la mediana anual d'ingressos fiscals per persona era de 16.369 €.

### Activitats econòmiques
Dels 4 establiments que hi havia el 2007, 3 eren d'empreses de comerç i reparació d'automòbils i 1 d'una empresa d'hostatgeria i restauració.
L'any 2000 a Moitron-sur-Sarthe hi havia 11 explotacions agrícoles que ocupaven un total de 292 hectàrees.

## Poblacions més properes
El següent diagrama mostra les poblacions més properes.